# Juveniles Caracas Fútbol Club
Los Juveniles Caracas Fútbol Club o Reservas de Caracas Fútbol Club  antiguamente conocido como Caracas Fútbol Club "B"  hace referencia al equipo filial del Caracas Fútbol Club. Dividido en hasta 5 categorías (sub-20, sub-19, sub-18, sub-17, sub-16 y sub-15) que actualmente representan al Caracas F. C. en la "Liga FUTVE Junior".
Fue fundado en 1984 por iniciativa de un grupo de amigos, encabezados por José León Beracasa, con la idea de tener un equipo de fútbol donde ellos pudieran distraerse en sus ratos libres. Fue campeón del Torneo Aspirantes en 2000.
Con los cambios de la Federación Venezolana de Futbol, el Caracas Fútbol Club "B" pasó a jugar el torneo de reservas organizado por la Liga Futve, dividido en varias categorías que representan al Caracas Fútbol Club
En 2021 se proclamó campeón de la primera edición de la "Liga FUTVE Junior" en categoría Sub-20, consiguiendo su primera clasificación a la Copa Conmebol Libertadores Sub-20 en la que llegaría a semifinales y terminaría cuarto.

## Estadio
El equipo entrena en el campo deportivo del Cocodrilos Sports Park, de reciente construcción, el cual posee una capacidad para unas 3500 personas y que en su tercera etapa alcanzará las 15.000. Sin embargo, todos sus juegos de local, el equipo usa el mismo estadio , localizado también en la ciudad de Caracas.

## Participaciones en competencias juveniles internacionales
| Competencia                  | Edición |
| ---------------------------- | ------- |
| Copa Libertadores Sub-20 (1) | 2022    |

## Palmarés
- Liga Futve Junior (1): 2021.
- Torneo Aspirantes (1): 2000-01.